# Patricia Russo
Pour les articles homonymes, voir Russo.
 (février 2012).
Patricia Fiorello Russo, née le 12 juin 1952 à Trenton dans le New Jersey, est une femme d'affaires américaine. Elle est une ancienne directrice générale de la société Alcatel-Lucent.

## Biographie

### Enfance et études
Patricia Russo grandit dans une famille aisée. Elle sort diplômée de sciences politiques et d'histoire de l'université de Georgetown.

### Carrière
Patricia Russo rejoint en 1973 le département ventes et marketing d'IBM. Elle y reste huit ans, jusqu'à y occuper la position de responsable marketing.

#### ChezAT&T
Elle rejoint ensuite AT&T, de 1981 à 1992, où elle occupe des fonctions dirigeantes au sein de la stratégie, du marketing, des ressources humaines et des opérations. De 1992 à 1996, elle est CEO d'AT&T's Business Communications Systems Unit. De 1997 à 1999, elle est vice-présidente de la division Corporate operations.
Lorsque Patricia Russo rejoint les rangs du géant des télécommunications AT&T, elle lance sa spin-off, appelée Lucent Technologies. Lucent se développe alors en tant que constructeur de télécommunications, et connaît une forte croissance de son activité à la fin des années 1990. Lorsque le secteur des télécommunications fut touché par la crise, dans les années 2000, Patricia Russo quitte Lucent pour devenir la numéro deux chez Eastman Kodak, en 2001. Sa carrière y est toutefois courte ; un an plus tard elle revient à nouveau à Lucent. Après avoir été nommée présidente du conseil d'administration et CEO en 2002, elle opère des réductions de coûts et des plans sociaux drastiques pour améliorer les comptes financiers de l'équipementier américain. Patricia Russo, à la tête de l'américain Lucent, touche 3 millions d'euros (en comparaison Serge Tchuruk à la tête d'Alcatel se situe à 2,6 million d'euros en 2002).

#### ChezAlcatel-Lucent
Le 2 avril 2006, elle est nommée dirigeante exécutive de la nouvelle société regroupant Alcatel et Lucent Technologies, devenue aujourd'hui Alcatel-Lucent (Euronext Paris : ALU FR0000130007, NYSE : ALU). Depuis le 1er décembre 2006, Alcatel-Lucent est alors une des plus grandes entreprises au monde en termes d'effectifs et en termes de chiffres d'affaires, plus de 25 milliards de dollars, de surcroît dirigée par une femme.
En 2004, Patricia Russo est classée par le magazine Forbes comme la cinquante-sixième femme la plus puissante dans le monde. En 2005, elle est classée treizième, en 2006, vingt-cinquième et en 2007, dixième.
En mai 2008, un article du journal Le Monde révèle une indemnité potentielle de départ de l'entreprise Alcatel-Lucent, de six millions d'euros, soit 3,3 fois la rémunération de Patricia Russo en 2007, bien qu'au cours de cet exercice, Alcatel-Lucent ait perdu 3,5 milliards d'euros.
La fusion entre Alcatel et Lucent, conçue « entre égaux », ne se traduit pas par l’amélioration annoncée des performances et sa valeur boursière dévisse,. Un plan d'urgence est annoncé, de nouvelles réductions d'effectifs devraient advenir, après les 12 500 suppressions de postes déjà prévues dans le monde en février 2007, dont près de 1470 en France. Les deux précédentes équipes de direction de 2007 et 2008 sont poussés au départ, dont le président Serge Tchuruk et la directrice générale Patricia Russo. Son départ est officialisé le 29 juillet 2008, à l'occasion de la publication des résultats du deuxième trimestre 2008.
Selon le cabinet de conseil Proxinvest, en dépit de performances financières très mauvaises d'Alcatel-Lucent, Patricia Russo a perçu en 2007 un salaire de 1,83 million d'euros, dont 1,2 million de part fixe et 635 000 euros de part variable, ou bonus. Son bonus maximum, s'établissait à 1,8 million d'euros. En d'autres termes, selon Alcatel-Lucent, tous avantages inclus, la rémunération totale de Patricia Russo s'établissait aux alentours de 6 millions d'euros. L'indemnité de départ réclamée par celle-ci, dont le mandat expirait en 2010, est présentée comme un héritage de Lucent. Ce parachute doré suscita l'émoi du monde des affaires en France. Ce présent injustifié fait alors une triste impression à une époque où la moralisation des pratiques et la plus grande « frugalité » des rémunérations des dirigeants est à l'ordre du jour[réf. nécessaire]. La démission de Patricia Russo d'Alcatel-Lucent devient effective à la fin d'année 2008.

#### Après 2008
Le 23 juillet 2009, General Motors annonce que Patricia Russo rejoint le conseil d'administration de l'entreprise.
Elle rejoint en 2011 le conseil d'administration de Hewlett-Packard, dont elle devient administrateur principal en 2014. À la suite de la scission de HP, elle devient présidente du conseil d'administration de Hewlett-Packard Enterprise en novembre 2015.
Elle est également membre des conseils d'administration de Alcoa, KKR et Merck, et administrateur principal de General Motors.